# Station Słonowice
Station Słonowice is een spoorwegstation in de Poolse plaats Słonowice.